# Topònims de l'antic municipi de Toralla i Serradell
Llistat de topònims de l'antic terme municipal de Toralla i Serradell, actualment integrat en el de Conca de Dalt, del Pallars Jussà, presents a la Viquipèdia.

## Edificis

### Bordes
Erinyà
| - Borda de l'Aparici | - Borda de Carrera | - Borda de Faralom | - Borda del Moixo |

Rivert
| - Borda de Servent | - Borda del Caser | - Borda de Fèlix |  |

Serradell
| - Borda de Camparriu | - Borda de Santa Maria | - Borda de Justinyà | - Borda del Seix |

Toralla
- Borda del Rei

### Cabanes
Rivert
| - Cabana de Joan Antoni | - Cabana del Teixidor |  |  |

Toralla
| - Cabana de la Font d'Ou | - Cabana de la Llacuna |  |  |

### Castells
Serradell
- Castell de Serradell

Toralla
- Castell de Toralla

### Corrals
Rivert
| - Corral de Cucurell | - Corral de la Via |  |  |

Toralla
- Corral de la Serra de Mateu

### Despoblats medievals
Serradell
| - Despoblat d'Esplugallonga | - Hàbitat troglodític de la cova de l'Espluguell | - Conjunt troglodític de Sorta |  |

### Esglésies

#### Romàniques
Rivert
| - Mare de Déu del Castell de Rivert | - Sant Martí de Rivert |  |  |

Serradell
| - Santa Eulàlia la Vella de Serradell | - Sant Aleix de Serradell |  |  |

Toralla
- Santa Maria de Toralla

Torallola
| - Sant Martí de Torallola | - Santa Cecília de Torallola |  |  |

#### D'altres èpoques
Erinyà
| - Sant Isidre d'Erinyà | - Santa Maria de l'Obac |  |  |

Rivert
- Sant Joaquim de la Masia de Vilanova

Serradell
- Santa Eulàlia de Serradell

Toralla
- Sant Salvador de Toralla

### Masies (pel que fa als edificis)
Erinyà
| - Can Peret Casa | - Masia Soriguer | - Casa del Tinet |  |

Rivert
- Masia de Vilanova

Toralla
| - Mascarell | - Casa del Serrat |  |  |

## Geografia

### Boscs
Erinyà
| - L'Alzinar | - Bosc de la Granja de Mascarell | - La Rebollera |  |

Rivert
- Bosc de Salàs

Serradell
| - La Boscarrera | - La Rourera | - Bosc de Serradell |  |

Toralla
- Rourera de Mascarell

Torallola
| - L'Alzinar | - L'Alzinar | - L'Alzinar de Durro | - Lo Rebollar |

### Camps de conreu
Erinyà
| - L'Acampador - Plana d'Agustí - Els Baells - Bancalades - Lo Camp - Cap de Terme - El Cap del Camp - Lo Comadró de Gasparó - Les Cornelles - La Creu | - La Cua - Els Esmallols - Les Espesses - Els Feners - Horts de la Font - Formiguera - Fraires - La Gargalla - Matavaques | - Lo Planell - Les Planes - Les Plantades - Lo Pou - Pujols - Lo Rengar - Riberetes - Les Rieres - El Riu d'Aparici | - Rodal d'Espaser - Santfelius - La Socarrada - Camps de Soriguer - La Torroella - Lo Tros - El Tros - Les Vies - Planell de les Vinyes |

Rivert
| - L'Argilosa - Caborrius - La Coma - Escarruixos - Les Feixes - L'Ínsula | - Llaunes - Camps de la Masia - Els Planells - Les Planes - Plantades | - Roderes - Sant Salvador - Seix de Joanet - Serboixos - La Serra de Mateu | - La Teulera - Les Vies - Vilanoves - La Vinya - Les Vinyes |

Serradell
| - Plana Ampla (Serradell) - Barba-rossa - Lo Bosc - Lo Boïgot Rodó - Bramapà - La Cadolla - Lo Camp - Camparriu - Cantamoixó | - La Casquere - Les Comes - Plana Estreta - La Feixa - La Frontera - Els Horts - Justinyà - El Bancal Llarg - Llinars | - Olivella - Lo Palaut - La Planella - Los Plans - Pla Mià - La Plantada - Plana de Pujol - Horts de Rastanyó - Lo Rengueret | - Salers - Tros de Santa Maria - Lo Seix - La Serva - Les Sorts - Les Tarteretes - Terrancolom - Planell de Vicenç - La Vinya |

Toralla
| - L'Abeller - Arguilers - Cap de Terme - La Colomina - La Cometa - Esplanellars | - L'Estrada - Farratges - Figuerols - La Font d'Ou - La Llacuna | - La Llania - La Pera - Les Planasses - Lo Planell - Lo Racó de Miquel | - Rengueret - Seix Curt - La Sort - La Via - Les Vinyes |

Torallola
| - Les Bancalades - Cantamoixons - Comandolera - Lo Comellar - Les Comes - Lo Corral - L'Era - Les Escometes - Les Esforcades - L'Espinosa | - Casals de Gramalló - Solà d'Hortell - La Llenguadera - Llinars - La Montada - Peraire - Perico - Lo Pla - La Plana - Los Planells | - Casals del Quimet - Lo Rengueret - Lo Rodalet - La Rourera - Sant Roc - Santa Cecília - Les Saülls - Segalins - Los Seixos - La Serra de Mateu | - Serradàs - Somera - Tallades - Tallades de Torallola - Casals de Terraquet - El Toll de Pera - Trossos del Torallola de Mingo - Lo Tros - La Via |

### Cavitats subterrànies
Rivert
| - Cova les Balçs - Espluga de Castilló - Les Coves | - Cova de la Font - Cova de Josepó | - Cova del Manel - Espluga de Paradís | - Cova del Pubill - Forat dels Trullolets |

Serradell
| - Cova de Barbuissell - Forat de la Bóu - Cova de Cuberes | - Cova del Càvet - Despoblat d'Esplugallonga - Hàbitat troglodític de la cova de l'Espluguell | - Cova del Forat Negre - El Forat Negre - Cova dels Moros | - Graller de Palomera - Conjunt troglodític de Sorta |

Toralla
| - El Caixot | - L'Espluga | - Cova de Toralla | - Espluga Viella |

### Cingleres
Erinyà
- Roques del Congost

Rivert
| - Les Balçs | - Les Cadiretes |  |  |

Serradell
| - Tallat dels Bassons | - Turó del Migdia |  |  |

### Clots
Erinyà
| - Clot de la Coma | - Clot de Comes | - Clot de Matavaques |  |

Erinyà i Serradell
- Clot de la Comella

Serradell
| - Lo Clot | - Clot de l'Estall | - Clot del Peó |  |

Toralla
- Clot de Mateu

### Collades
Erinyà
- La Collada

Rivert
| - Pas de la Foradada | - Los Graus |  |  |

Serradell
| - Collada Ampla del Càvet - Collada Estreta del Càvet | - Lo Grau | - Collada de Santa Eulàlia la Vella | - Coll de Serradell |

Toralla
| - Coll de Toralla | - Collada Viella |  |  |

Torallola
- Lo Coll

### Comes
Erinyà
- La Coma

Rivert
| - Coma Cercua - La Coma | - Coma Engaliu - Coma Engavarnera | - Coma de Palomera - Sant Salvador | - Coma Savina |

Serradell
| - Les Comes | - Coma Guàrdia | - Coma Pi |  |

Toralla
- La Cometa

Torallola
| - Lo Comellar | - Les Comes | - Coma Sorda |  |

### Congosts
Erinyà
- Congost d'Erinyà

### Corrents d'aigua
Erinyà
| - Barranc d'Enserola - Llau de Fenós | - Llau de la Font de Tuiro - Barranc de Fontallaus | - Barranc de Moró - Riu de Serradell | - Barranc de la Torre |

Rivert
| - Barranc del Balç - Barranc del Barri - Barranc de les Comes - Barranc dels Escarruixos | - Barranc de l'Espluga de Paradís - Llau dels Graus - Barranc de Palomera | - Barranc de Rivert - Barranc de Ruganyers - Barranc de Sensui | - Barranc del Solà - Barranc del Solà - Barranc de Vilanova |

Serradell
| - Barranc de la Boscarrera - Barranc de les Boïgues - Llau de la Cadolla - Barranc del Carant de l'Os - Llau del Cornàs | - Llau de la Font - Barranc dels Forats - Barranc del Grau - Barranc de Pla Mià - Barranc dels Plans | - Barranc de Rastanyó - Llau de les Ribes - Barranc de Sant Salvador - Llau de Santa Maria - Llau de Saüquers | - Llau del Seix - Riu de Serradell - Barranc de la Torre - Llau de les Tres Peires |

Toralla
| - Llaueta del Canemàs - Llaueta de Font d'Ou | - Llau de la Llacuna - Barranc de Mascarell | - Llau de Mascarell - Llau de Sant Salvador | - Llau de la Vinya |

Torallola
| - Barranc de Comellar - Llau de l'Obaga | - Barranc de Puimanyons - Barranc de la Roca del Carant | - Barranc de Santa Cecília - Barranc de Santa Llúcia | - Barranc de Saülls - Barranc del Solà |

### Costes
Erinyà
- La Costa

Rivert
| - Les Costes | - Costa Pelada | - Costes del Serrat |  |

Serradell
| - Costa del Clot | - La Costa |  |  |

Toralla
| - La Costa | - Costa del Toll |  |  |

Torallola
| - Costa de Matacabrits | - Costa de Toni |  |  |

### Diversos
Erinyà
| - Les Roques - Solà de la Muntanya d'Erinyà - Tossal dels Corbs - Enserola | - Túnel d'Erinyà - Femat - Camp de Fenós - La Guineu | - Les Roques - El Salt d'Aigua - Sant Joan de Graus | - La Solaneta - Taula d'Enserola - Lo Tossalet |

Rivert
| - Aspós - Bartugueres - Els Campets - Caners - Els Castells - Lo Corneral de Mateu - La Creueta de Pla - Escadolles | - L'Escudelló - La Font de Vilanova - Els Gargallars - Gavatx - Golelleres - El Graó - Isola | - La Llau de la Mola - Roca del Manel - Roca Mirana - Molinera - Els Oms - Pleta Verda - Prats de Servent | - Rebollans - Roderetes - Sant Miquel - Sensuis - Fornot - Tresdós - Masia de Vilanova |

Serradell
| - Tallat dels Bassons - Boïgues - La Boscarrera - Solana de Fornons - Els Corralets | - L'Espluga Llonga - Espluguell - La Feixeta - Fontfreda | - Turó del Migdia - Les Prats - Racó de Carlos - La Riba Roia | - Sant Joan de Graus - Santa Eulàlia - Urgeres - Lo Vedat |

Toralla
| - Baldoses - Lo Balessar - Lo Batllet - La Borda del Rei - La Bordeta - Les Cabanes - El Caixot | - Roca Colomer - Comellans - Escanemàs - Escauberes - Estornegals - Los Feixancs - La Font Vella | - Font de Joanet - Mascarell - Les Paüls - Prat del Roi - Prats - Raidonal | - Saviner - Lo Seixet - Sentinó - La Serra de Ramonic - Sota el Coll - Torricó |

Torallola
| - L'Alziner - L'Alzinar - Los Amanits - La Boïga - Roca del Carant | - Lo Coll - Solana de les Alzines - La Font Sobirana - Gargallans | - Gavarnes - Gavatx - Les Ginebres - Obaga | - Solans - Solzinons - Los Tarters de Tuixà - Vedat del Mestre |

### Entitats de població
| - Erinyà - Rivert | - Serradell | - Toralla | - Torallola |

### Espais naturals
Serradell
- Vall Alta de Serradell - Terreta - Serra de Sant Gervàs

### Masies (pel que fa al territori)
Erinyà
| - Can Peret Casa | - Masia Soriguer | - Casa del Tinet |  |

Rivert
- Masia de Vilanova

Toralla
| - Mascarell | - Casa del Serrat |  |  |

### Muntanyes
Erinyà
| - Tossal dels Corbs | - Taula d'Enserola | - Lo Tossalet |  |

Rivert
| - Turó del Clot del Piu - L'Encreuament | - Pigal del Llamp | - Turó de la Rebollera | - Pui Redon |

Rivert i Toralla
- Tossal la Salve

Serradell
| - La Capcera - Turó de la Costa del Clot | - Turó de la Font del Forn - Turó de la Font dels Bassons | - Tossal de Perestau - Muntanya de Sant Aleix | - Turó de Santa Eulàlia la Vella - Les Tres Peires |

Serradell i Toralla
- Tossal del Càvet

Toralla
| - L'Arreposador - El Casot - Lo Castell | - Turó dels Graus - Turó de la Mola Mora - Lo Raset | - Turó de la Roca Dreta - Turó de la Roca de Migdia | - Santes Creus - Saviner |

Toralla i Torallola
- Lo Tossal

### Obagues
Erinyà
| - Obac d'Erinyà - Obaga del Febrer | - L'Obac | - Obaga de Sant Isidre | - Obaga de Saviner |

Rivert
| - Los Bacs - Obaga de la Comella - Obac del Conill | - Obaga de la Font del Cristall - Els Obacs | - L'Obaga - Obaga de Palomera | - Obac de les Planes - Obaga de Vilanova |

Serradell
| - Obaga de Costes - Obaga del Grau | - Obaga del Mu - L'Obac | - Obac de Serradell | - Baga de Setcomelles |

Torallola
- L'Obaga

### Partides rurals
Serradell
| - La Borda - Coma Pi | - Tros de la Font | - Muntanya de Sant Aleix | - Hortals |

### Planes
Erinyà
| - Plana d'Agustí - Planell de l'Obaga | - Lo Planell | - Les Planes | - Planell de les Vinyes |

Serradell
| - Plana Ampla - Plana Estreta | - Pla Mià - La Planella | - Los Plans - Plana de Pujol | - Planell de Vicenç |

Rivert
| - Els Planells | - Les Planes |  |  |

Toralla
| - Esplanellars | - Les Planasses | - Lo Planell |  |

Torallola
| - Lo Pla | - La Plana | - Los Planells |  |

### Roques
Erinyà
| - Les Roques | - Roques del Congost | - Rocs de Sant Aventí |  |

Rivert
| - Roca del Manel | - Roca Mirana |  |  |

Serradell
| - Roques de la Bóu - Les Campanetes - Roques de Carbes | - El Cornàs - Roca Espatllada - Roques de Llenaspres | - Roca Palomera - Les Picorres | - Roques del Seix - Roca de Viudo |

Toralla
- Roca Colomer

Torallola
- Roca del Carant

### Serres
Erinyà
| - Serrat del Ban - Serrat de Romers | - Rocs de Sant Aventí | - Serrat de Sant Roc | - Lo Serrat |

Rivert
| - Serrat des Broncalars - Serra del Cavall - Serrat dels Cinccamps | - Serrat del Conill - Serrat de les Coves - Serrat de l'Extrem | - Serrat de les Forques - Serrat del Gargallar - Serrat de la Rebollera | - Serrat de Sant Joan - Serrat de Vilanova |

Rivert i Torallola
- La Serra de Mateu

Serradell
| - Serrat del Ban - Camporan | - Serra de l'Estall - Serrat de Ladres | - Lo Serrat Pla - Muntanya de Sant Aleix | - Serrat de Santa Eulàlia |

Toralla
| - Serrat de l'Arnal | - Serrat de Berbui | - Serra de Sant Salvador |  |

Toralla i Torallola
| - Muntanya de Santa Magdalena | - Serra de Ramonic |  |  |

Torallola
| - Serrat de Castellets | - Serrat de Gavarnes | - Serrat | - Serrat del Tossal |

### Solanes
Erinyà
| - Solà de la Muntanya d'Erinyà | - La Solaneta |  |  |

Rivert
| - Solana de les Coves - Solana de la Foradada | - Les Solanes | - Los Solans | - Lo Solà |

Serradell
- Solana de Fornons

Torallola
| - Solans | - Solana de les Alzines | - Solà d'Hortell |  |

### Vies de comunicació
Erinyà
| - Pista de Cérvoles - Carretera d'Erinyà - L-522 | - Camí de Matavaques - Pista de la Muntanya - N-260 | - N-260a - Camí de l'Obac | - Pista de l'Obac - Pista de Santfelius |

Erinyà i Serradell
| - Pista de Serradell | - Pista d'Erinyà a Serradell |  |  |

Rivert
| - Camí dels Escarruixos - Carretera de Rivert | - Pista de Salàs de Pallars a Pleta Verda - Camí vell de Salàs de Pallars a Rivert | - Camí vell de Santa Engràcia a Rivert - Camí del Seix | - Camí del Solà |

Rivert i Toralla
| - Carretera de Toralla a Vilanova | - Camí Vell de Toralla | - Carretera de Toralla a Vilanova |  |

Serradell
| - Pista del Barranc - Pista del Bosc | - Pista del Bosc de Serradell | - Camí de Can Llebrer | - Pista de Cérvoles |

Toralla
| - Camins dels Camps | - Camí de Mascarell | - Pista de la Serra de Sant Salvador | - Carretera de Toralla |

Toralla i Torallola
- Pista de Toralla a Torallola

Torallola
| - Pista de la Plana | - Camí dels Planells | - Camí vell de la Pobla de Segur a Salàs de Pallars | - Pista de Torallola |